# Common Berthing Mechanism

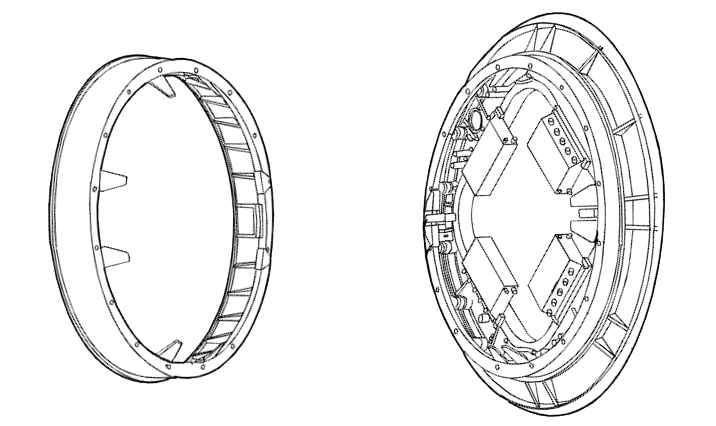
Schematische Darstellung des Common Berthing Mechanism, links der passive, rechts der aktive Teil

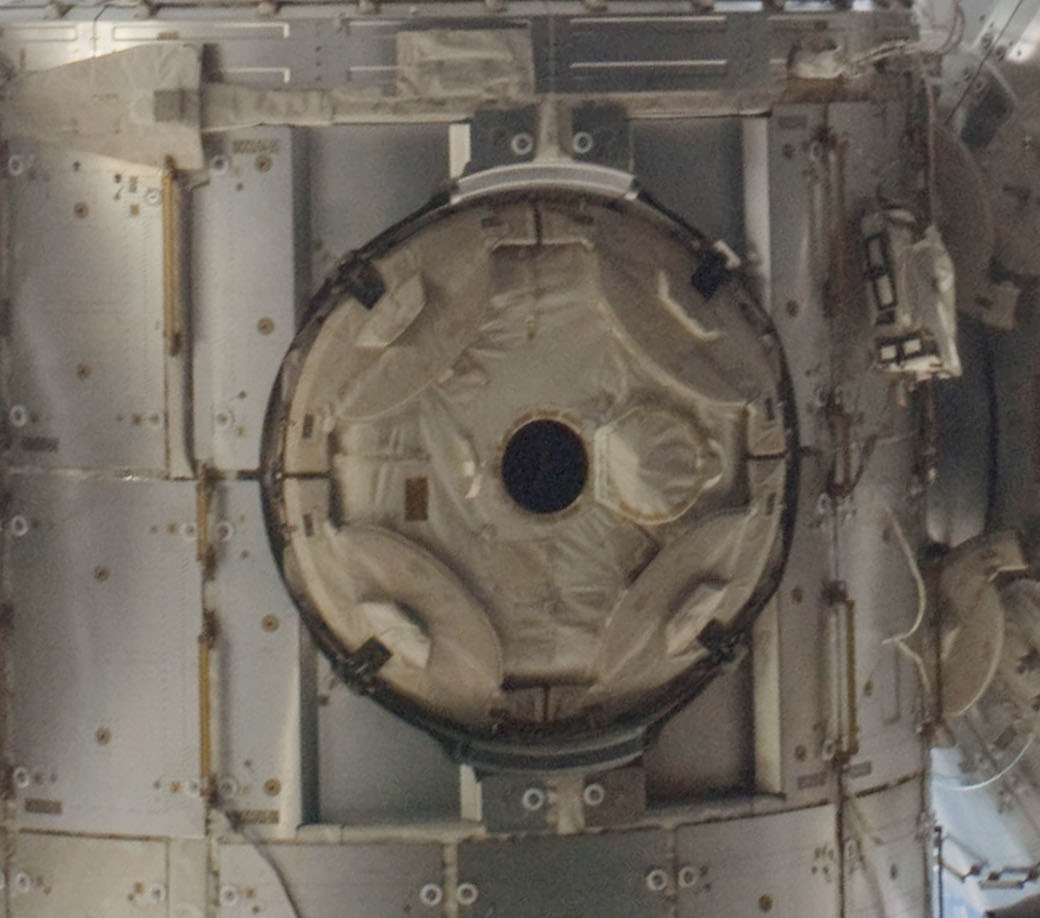
Ein CBM am ISS-Modul Harmony

Der Common Berthing Mechanism (CBM, zu deutsch etwa „allgemeiner Anlege-Mechanismus“) ist ein  Kopplungsmechanismus für Raumstationsmodule und sonstige Raumfahrzeuge. Der Mechanismus kommt als Verbindung bei allen nicht-russischen Modulen der Internationalen Raumstation zum Einsatz.

## Beschreibung
Ein Common Berthing Mechanism verbindet ein druckbeaufschlagtes Modul mit einem anderen. Es setzt sich aus zwei Komponenten zusammen: einem Active Common Berthing Mechanism (ACBM) und einem Passive Common Berthing Mechanism (PCBM). Der ACBM ist der aktive Teil des Mechanismus, neben dem eigentlichen Kopplungsring verfügt es über die erforderlichen Laschen, Führungseinrichtungen, beweglichen Bolzen und Kontrollpanele. Nur dieser Teil des CBMs besitzt eine Strom- und Datenanbindung. Der PCBM ist das passive Gegenstück. Für eine Kopplung muss ein Modul mit einem ACBM, das andere mit einem PCBM ausgestattet sein. Während der Installation wird das Modul mit dem passiven Teil durch einen Roboterarm an die Haltevorrichtung des ACBM geführt. Ist das Modul in der richtigen Position, wird im nächsten Schritt die feste, druckdichte Verbindung durch 16 Bolzen hergestellt.
Beide Teile des Mechanismus schaffen eine druckdichte Verbindung, beidseitige Luken eröffnen einen Durchgang für den Crew- und Frachttransfer mit einem Durchmesser von 50 Zoll (127 cm). Damit können auch die im amerikanischen Stationsteil als Standardeinbauten verwendeten International Standard Payload Racks hindurch bewegt werden.
Strom-, Daten- und sonstige Verbindungen zwischen den Modulen sind nach dem Dockvorgang manuell zu verlegen.
Jedes Modul mit einem CBM, das an einem bereits im All befindlichen Stationsteil ankoppeln soll, muss selbst einen PCBM aufweisen und an einem ACBM docken.

## Einsatz
Die erste Kopplung von einem CBMs im All war die Verbindung des Stationsmoduls Unity  mit dem Z1 Truss-Element. Seitdem wurden sämtliche nicht-russischen unter Druck stehenden Stationsmodule mittels CBM an die ISS angedockt. Auch die für den Transport von umfangreichen Vorräten genutzten MPLMs nutzten CBM.
Die drei Verbindungsmodule Node 1–3 verfügen je über vier radiale ACBM-Dockingports. Hinsichtlich der axialen Ports unterscheidet sich Unity (Node 1) von den beiden anderen Modulen. Hier sind beide aktive ACBM, bei Node 2 und Node 3 je ein ACBM und PCBM. Die Module Destiny und Kibō verfügen über je einen PCBM und ACBM.
Neben den eigentlichen Stationsmodulen wird der Mechanismus auch für das Ankoppeln verschiedener unbemannter Transport-Raumschiffe genutzt: Die amerikanischen Raumtransporter SpaceX Dragon und Cygnus sind je mit einem PCBM ausgestattet und werden mit dem Canadarm2 an einem der freien ACBMs der ISS-Module angedockt. Dasselbe Verfahren wurde auch beim japanischen H-2 Transfer Vehicle (HTV) genutzt.